# قطعه شبکه

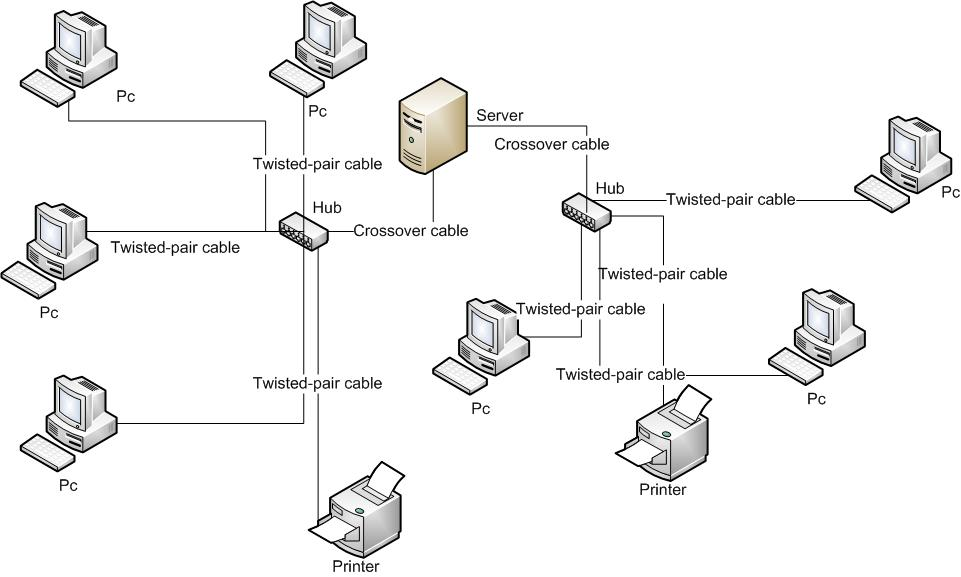
مجموعه‌ای از قطعه‌های شبکه که یک شبکۀ رایانه‌ای را تشکیل می‌دهند.

قطعه شبکه قسمتی از شبکه‌های رایانه‌ای می‌باشد. ماهیت و اندازه یک قطعه به ماهیت شبکه و دستگاه یا دستگاه‌های دیگری که برای اتصال ایستگاه‌های پایانی استفاده می‌شوند بستگی دارد.

## اترنت
باتوجه به تعریف استانداردهای IEEE 802.3 برای اترنت، قطعه شبکه یک اتصال الکتریکی بین دستگاه‌های شبکه با استفاده از یک رسانه مشترک است. در انواع اصلی اترنت‌های 10BASE5 و 10BASE2، یک قطعه به تک کابل کواکسی و تمام دستگاه‌های متصل به آن همبستگی دارد. در این مرتبه از تکامل اترنت، چندین قطعه شبکه را می‌توان با تکرارگر‌ها (طبق قانون ۵-۴-۳ برای اترنت ۱۰مگابیت) متصل کرد تا یک تصادم دامنه بزرگتر را تشکیل دهد.
با اترنت پیچیده-مرتب، قطعات الکتریکی همچون تنوعات دیگر اترنت با استفاده از تکرارگر یا هاب می‌توانند به هم متصل شوند. این مسئله با گستردگی شبکه OSI لایه ۱ همبستگی دارد و با تصادم دامنه معادل است. قانون ۵-۴-۳ بر این تصادم دامنه صدق می‌کند.
با استفاده از سوئیچ‌ها یا پل‌ها، می‌توان چندین قطعه لایه-۱ را به یک قطعه لایه-۲ مشترک ترکیب کرد، یعنی همه گره‌ها می‌توانند از طریق آدرس دهی MAC یا پخش با یکدیگر ارتباط برقرار کنند. یک قطعه لایه-۲ معادل یک دامنه پخش است. با استفاده از VLAN می‌توان ترافیک درون یک قطعه لایه ۲ را به پارتیشن‌های به‌طور مجازی مجزا تقسیم کرد. هر VLAN قطعه منطقی لایه-۲ خود را تشکیل می‌دهد.

## IP
یک قطعه لایه-۳ در یک شبکه IP یک زیرشبکه گفته می‌شود که متشکل است از هر گره ای که پیشوند شبکه ای یکسانی دارند همانطورکه از راه آدرس IP و ماسک شبکه خود تعریف می‌شوند. ارتباط بین زیرشبکه‌های لایه-۳ نیازمند روتر است. میزبان‌ها در یک زیرشبکه می‌توانند با استفاده از قطعه لایه-۲ای که آنها را وصل می‌کند به‌طور مستقیم ارتباط برقرار کنند. بیشتر مواقع یک زیرشبکه همبستگی‌های دقیقی با قطعه لایه-۲ زیربنایی دارد اما همچنین می‌شود که چندین زیرشبکه را روی تنها یک قطعه لایه-۲ اجرا کرد.